# St. Mariä Himmelfahrt (Kleinbartloff)

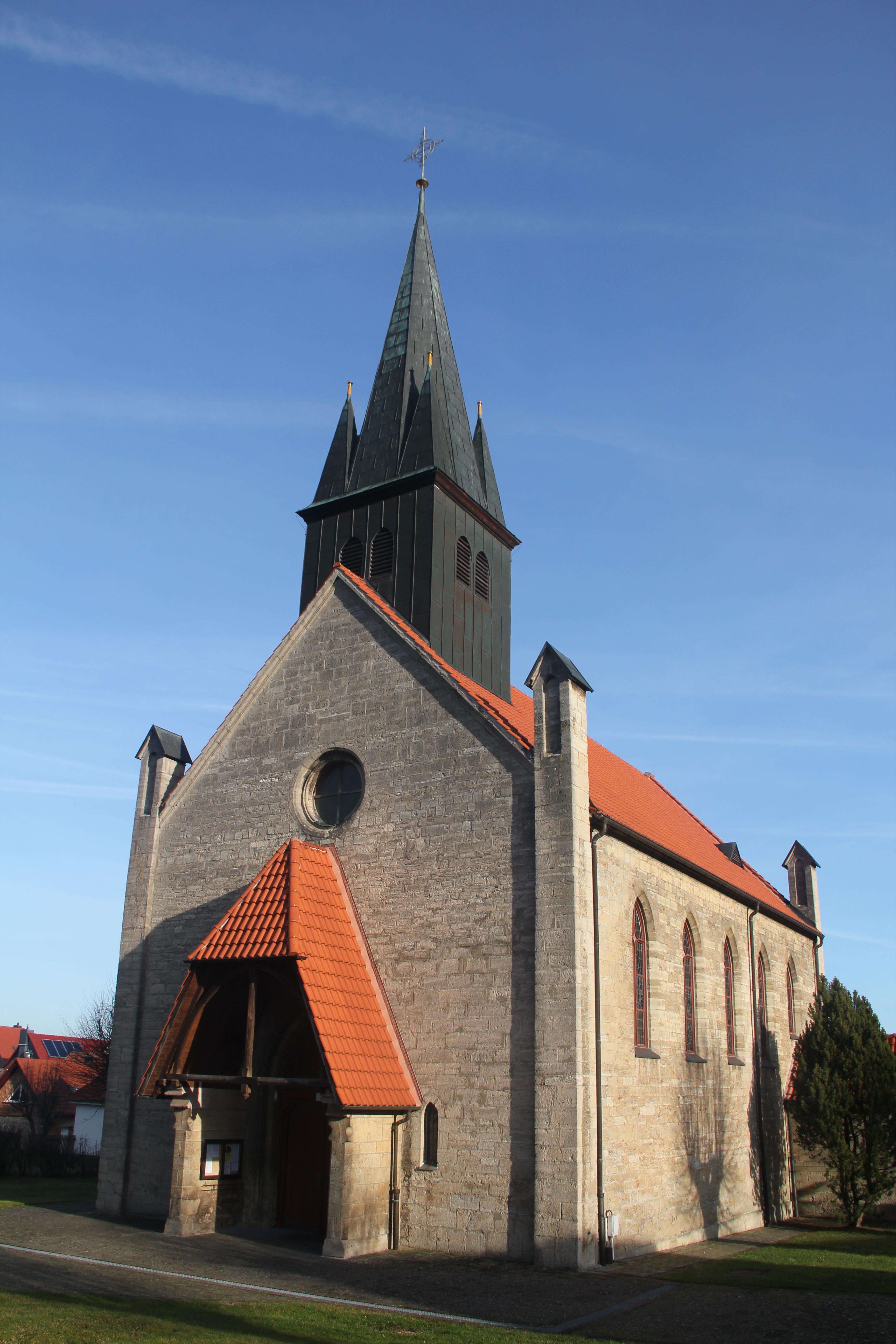
St. Mariä Himmelfahrt

Die römisch-katholische Filialkirche St. Mariä Himmelfahrt steht in Kleinbartloff, Ortsteil der Gemeinde Niederorschel im thüringischen Landkreis Eichsfeld. Sie ist Filialkirche der Pfarrei St. Marien Niederorschel im Dekanat Leinefelde-Worbis des Bistums Erfurt. Sie trägt das Patrozinium Mariä Himmelfahrt.

## Geschichte
Wo sich heute die Kirche erhebt, war bereits 1603 unter dem Abt Joachim aus dem Kloster Reifenstein ein Vorgängerbau errichtet worden. Die Weihe dieser Kirche ist durch den Erfurter Weihbischof Cornelius Gobelius für den 17. Mai 1611 bezeugt. Für die heutige neugotische Kirche wurde 1852 der Grundstein gelegt. Am 15. Mai 1855 wurde sie geweiht. 1903 wurde die Kirche umgebaut. Bei der Renovierung 1971 wurde die Kirchenausstattung z. T. entfernt. Die letzte Renovierung war 1998, dabei wurde die farbliche Fassung aus der Bauzeit rekonstruiert.

## Architektur
Die steinsichtige, aus Werksteinen errichtete Saalkirche hat einen niedrigen, eingezogenen, polygonalen Chor im Osten und die Sakristei im Südosten. Beim Umbau 1903 erhielt die Kirche einen Vorbau im Westen. Auf dem Satteldach wurde ein quadratischer Dachreiter errichtet, der einen achtseitigen spitzen Helm trägt, an den Ecken je ein kleines Türmchen. In seinem Glockenstuhl hängen die alte Glocke, die Marie geweiht ist, und die beiden Bronzeglocken, die dem heiligen Josef und der heiligen Mutter Teresa am 21. August 2016 durch Weihbischof Reinhard Hauke geweiht wurden. Die drei Glocken klingen in den Tönen c″, d″ und e″,  dem Vaterunser-Motiv.
Der 1964/65 mit einer hölzernen Flachdecke überspannte Innenraum wird durch die fünf bleiverglasten Fenster an jeder Längsseite gegliedert. Sie wurden von der Werkstatt Strobel aus Würzburg 1939/42 geschaffen. Sie zeigen Szenen aus dem Alten und dem Neuen Testament und verschiedene Heilige. Der Chor hat ein Kreuzrippengewölbe, das auf Konsolen aufliegt. Die drei Fenster im Chor hat die Hof-Glasmalerei Georg Schneider zu Regensburg 1904 gefertigt. Im Mittelfenster ist die Krönung Mariens dargestellt, links daneben die Verehrung des Herzens Jesu durch die heilige Margareta Maria Alacoque. Auf dem Fenster rechts im Chor empfängt der heilige Dominikus von der Gottesmutter den Rosenkranz.

## Ausstattung
Im Altarraum sind zwei Reliefs des ehemaligen neugotischen Hochaltars angebracht. Sie stellen Jesus im Tempel, sowie die Szene der Kreuzwegstation „Jesus begegnet seiner Mutter“. Seit der letzten Renovierung haben ein blau emailliertes Kreuz des Erfurter Künstlers Thomas Lindner mit vier Bergkristallen in der Mitte, sowie der Tabernakel mit der Darstellung der 12 Tore des neuen Jerusalem ihren aktuellen Platz im Altarraum. Dabei wurden sowohl die Wandnischen links und rechts neben dem Triumphbogen freigelegt und mit Plastiken von Maria und Josef ausgestattet. Die Ausmalung im Umlauf des Triumphbogens, neun Medaillons mit Symbolen aus der Lauretanischen Litanei zwischen stilisiertem Rankwerk, wurde wieder freigelegt. Ein Hinweis auf das Patronat der Kirche ist die figürliche Darstellung der Himmelfahrt Mariens an der Südwand der Kirche. Das Taufbecken ist von 1562.

## Orgel
Die Orgel mit 20 Registern, verteilt auf 2 Manuale und Pedal, wurde um 1930 von Georg Kiessling & Söhne gebaut.